# Vạn Thủy Tú

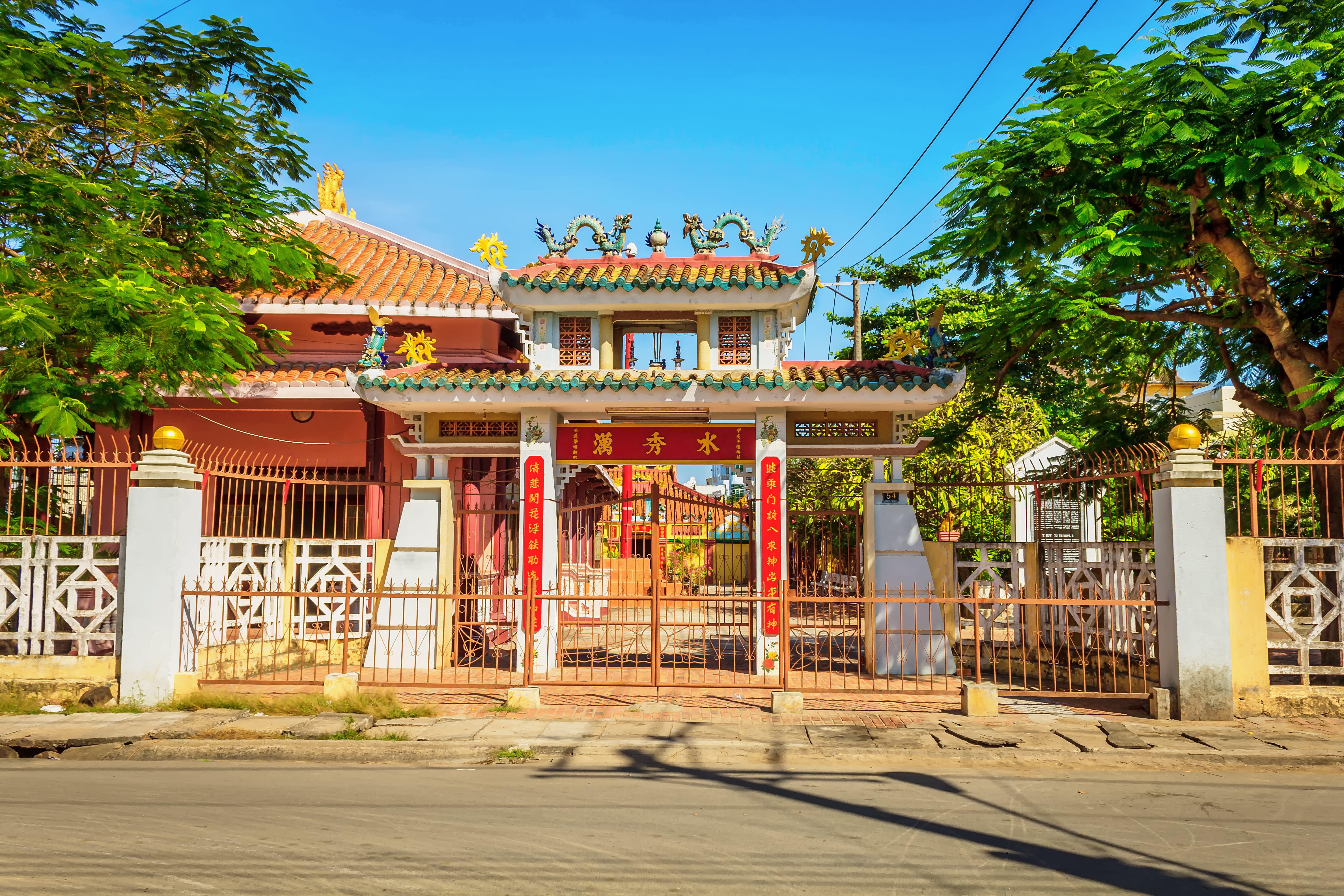
Vạn Thủy Tú

Vạn Thủy Tú là ngôi vạn tọa lạc trên đường Ngư Ông, phường Đức Thắng, thành phố Phan Thiết, tỉnh Bình Thuận. Đây là nơi thờ thần Nam Hải tức Cá Ông, theo tín ngưỡng của ngư dân vùng biển.

## Kiến trúc
Các vạn thường được xây dựng ngay sát bờ biển của các làng chài. Vạn này được ngư dân làng Thủy Tú xây dựng vào năm Nhâm Ngọ 1762 để thờ Cá Ông (cá voi) với chính điện, nhà thờ Tiền Hiền, Võ Ca được bố trí theo hình chữ Tam, mặt chính quay về hướng Đông. Khi mới xây dựng xong, cửa vạn sát ngay bờ biển, ngày nay bờ biển đã dời xa ra ngoài hơn 100 m.
Vạn làng Thủy Tú là một trong những vạn cổ xưa nhất của nghề biển ở Bình Thuận. Bên trong vạn có nhiều di sản văn hóa Hán-Nôm liên quan đến nghề biển, thể hiện trong nội dung thờ phụng ở các khám thờ, tượng thờ, hoành phi, liên đối, trên văn khắc của đại hồng chung.

## Tục thờ Cá Ông

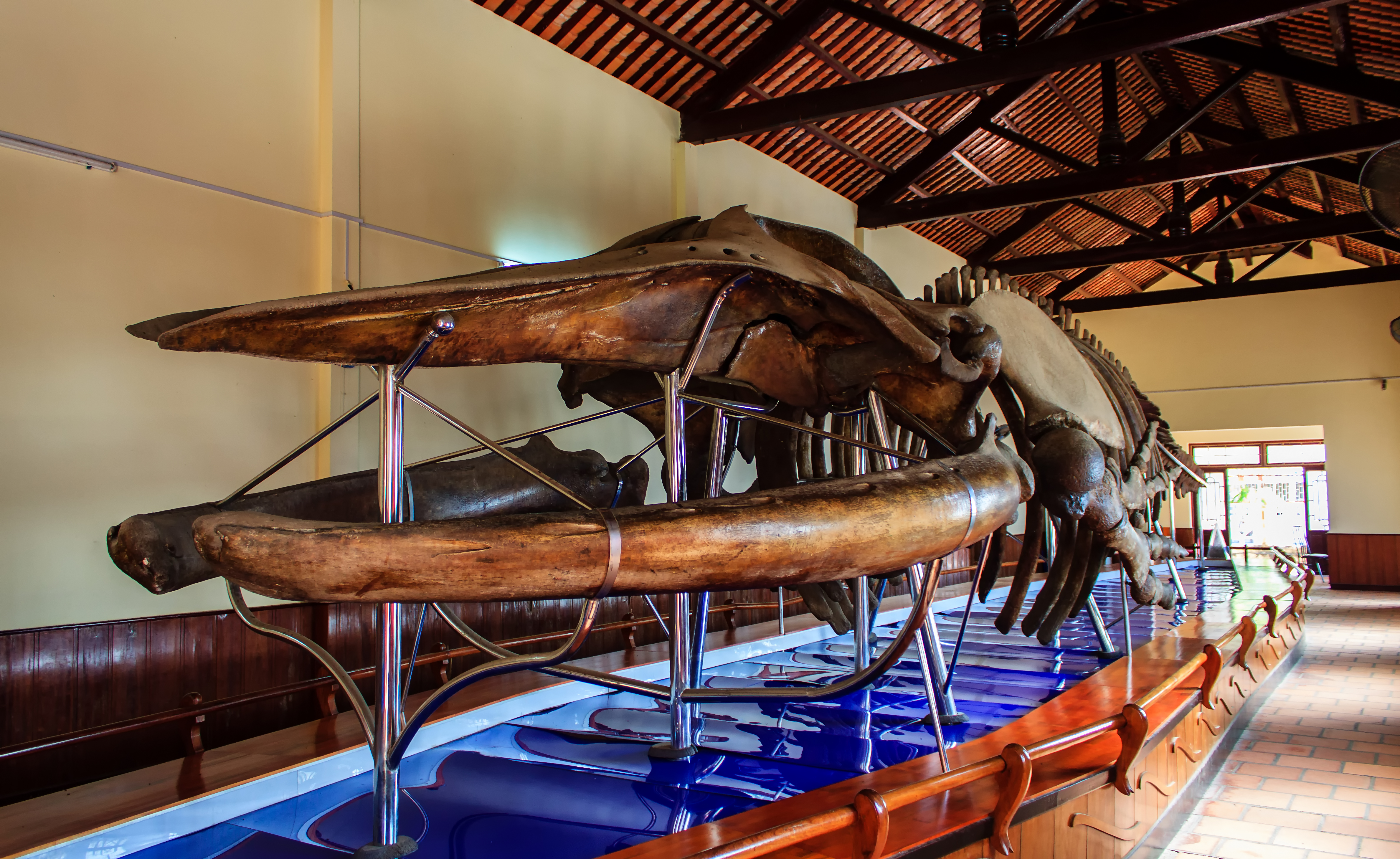
Bộ cốt cá voi (dài 22 m, nặng 65 tấn) trong dinh Vạn Thủy Tú

Tục thờ Cá Ông là tín ngưỡng của người Chăm xưa kia. Thế nhưng, tại Bình Thuận, tục thờ Cá Ông đã bị bản địa hóa, biến thành tín ngưỡng của riêng người Việt và người Hoa sinh sống tại địa phương.

## Sắc phong
Vạn làng Thủy Tú cũng là một trong những di tích cổ có số lượng lớn sắc phong của các vị Vua Triều Nguyễn ban tặng bởi vì trước đây, trong chiến tranh phong kiến với nghĩa quân Tây Sơn, các tướng lĩnh nhà Nguyễn đã nhiều lần được cá voi cứu nạn trên biển.
Có tất cả 24 sắc phong của các đời vua: Thiệu Trị, Tự Đức, Đồng Khánh, Duy Tân, Khải Định, (riêng Vua Thiệu Trị ban tặng 10 sắc Thần, đây là điều hiếm thấy so với các di tích khác).

## Chức năng
- Thờ cá Ông: theo ngư dân, đó là vị thần thường cứu giúp họ mỗi khi gặp nạn trên biển, là vị Thủy Thần nên được ngư dân kính yêu và tôn trọng. Xuất phát từ những lễ nghi tín ngưỡng xưa của người Chăm, nên tín ngưỡng dân gian gắn với tín ngưỡng nghề nghiệp từ đời này qua đời khác theo phong tục và truyền thống của ngư dân.

## Đặc trưng
Trong khuôn viên có một vùng đất rộng dùng để mai táng cá Ông mỗi khi ông "lụy" (chết) và dạt từ biển vào. Phải ba năm sau khi mai táng mới được thương cốt, nhập tẩm. Theo phong tục, ngư dân nào trông thấy "Ông" đầu tiên là người đó được làm "con trưởng" của "ngài", và người này có nhiệm vụ lo làm đám tang chu đáo, để tang sau ba năm mới mãn tang... Điều này cho thấy những phong tục, cử chỉ của ngư dân đối với cá Ông theo tín ngưỡng gần như quan hệ giữa người với người.
Vạn Thủy Tú từ ngày xưa đến nay đã chứa gần 100 bộ xương cá voi và nhiều loài khác cùng họ. Một nửa trong số đó có niên đại từ 100 - 150 năm, trong đó có những bộ xương to lớn được thờ phụng tôn nghiêm.
Năm 1996, Vạn Thủy Tú đã được Nhà nước Việt Nam xếp hạng di tích lịch sử cấp Quốc gia.